# Vieux-Vesoul
Le Vieux-Vesoul est le nom donné au centre historique de la ville de Vesoul, dans la Haute-Saône. Doté d'un ensemble architectural datant du XVe au XIXe siècle, il correspond au périmètre de l'ancienne enceinte de la cité, qui s'étend sur une superficie d'un peu moins de dix hectares
Classé Cité Patrimoine de Franche-Comté, le quartier compte un nombre important d'édifices religieux, d'hôtels particuliers et d'éléments ornementaux. On dénombre de multiples édifices du Vieux-Vesoul protégés au titre des Monuments historiques.
Le Vieux-Vesoul, aussi appelé quartier du centre ancien, constitue l'un des trois quartiers formant le « centre-ville de Vesoul », avec le quartier de l'Hôtel de ville et le quartier des Halles.

## Géographie

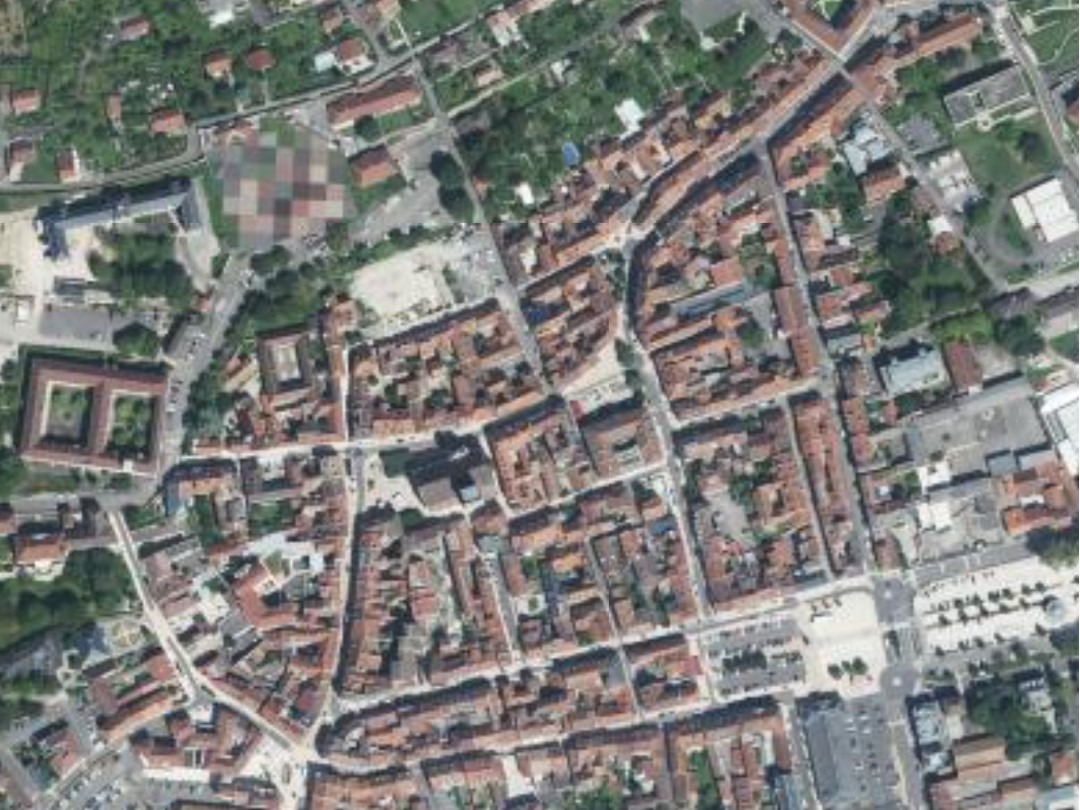
Image satellite du quartier - années 2020

Construites au pied de La Motte, les maisons du quartier sont les plus anciennes de Vesoul. 
Le quartier est desservi par la lignes 1, 4, 7 du réseau Moova.

## Histoire

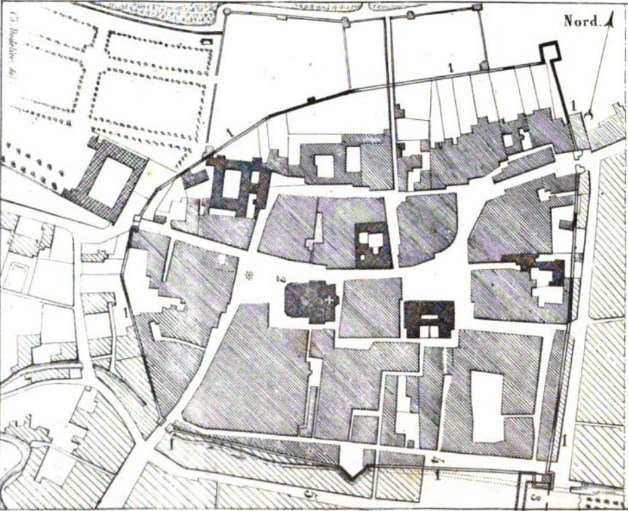
Délimitation historique du Vieux-Vesoul - le quartier prend la forme d'un hexagone irrégulier (plan réalisé vers 1810)

L'historique du quartier correspond à l'histoire de Vesoul jusqu'au XIXe siècle,.
La cité s'est développée au Moyen Âge puis est devenue, au fil des siècles, une place commerciale importante, une ville judiciaire réputée, puis un centre viticole de renom.

Cartes du quartier
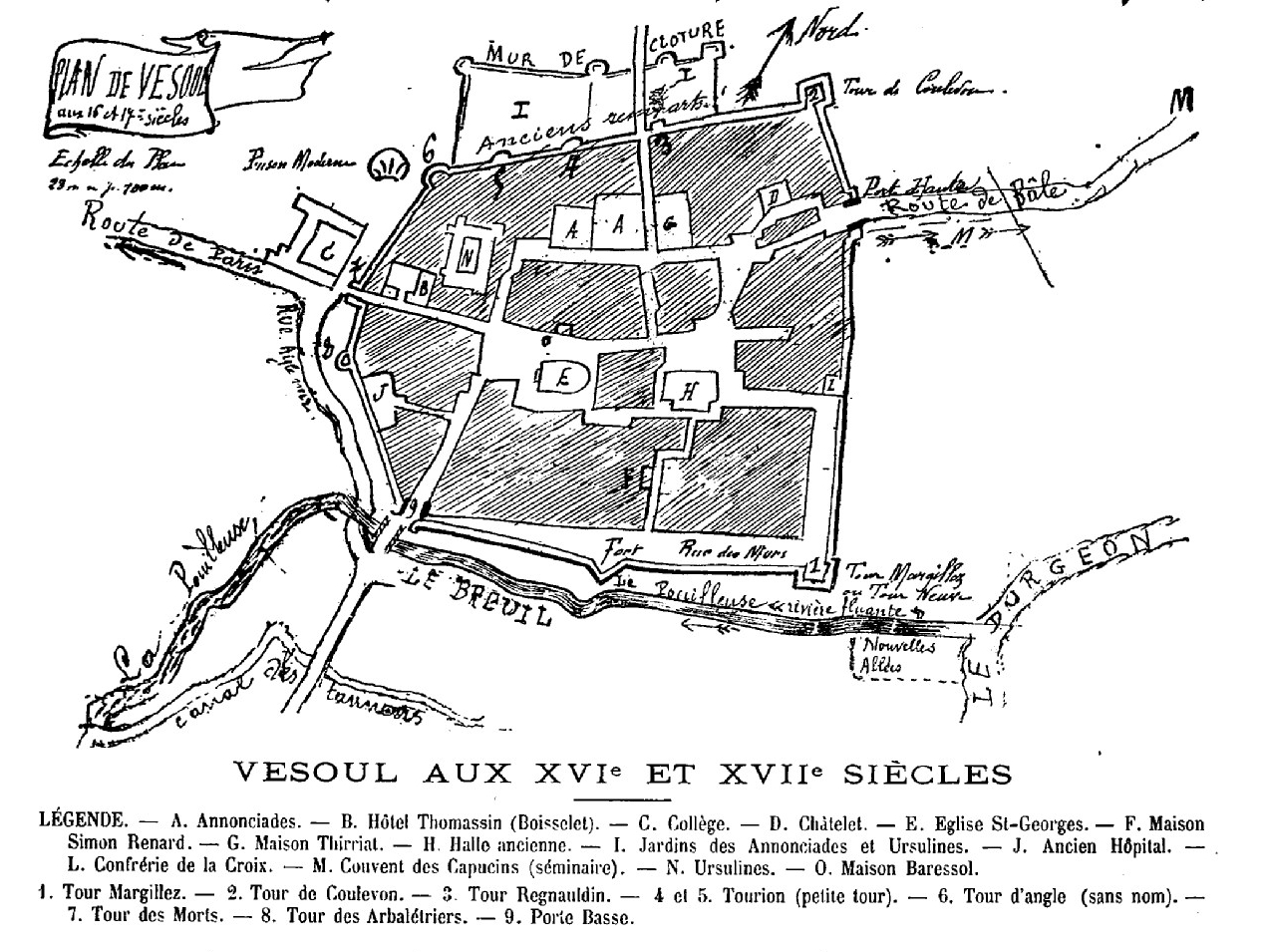
XVIIe siècle
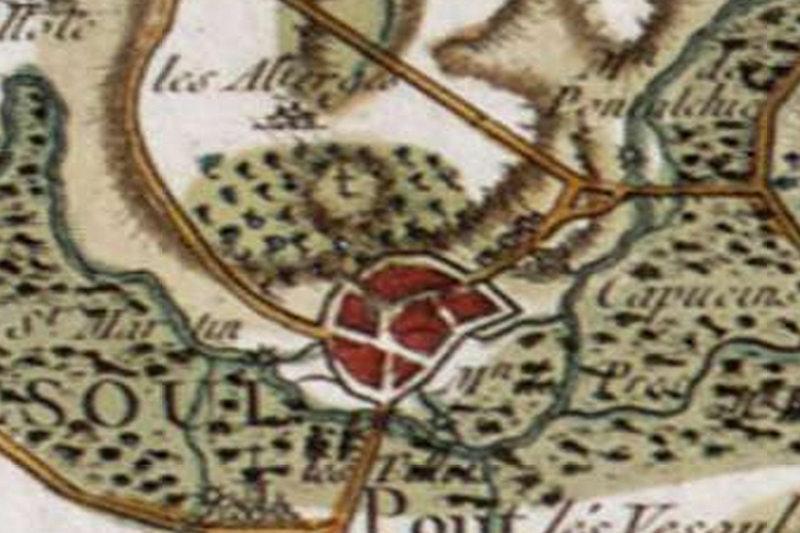
1757

## Culture
Plusieurs établissements culturels se trouvent dans le quartier dont le musée Jean-Léon Gérôme, musée abritant des collections des beaux-arts et d'archéologie. Installée dans l'ancien couvent des Ursulines. De nombreuses œuvres sont de l'artiste vésulien Jean-Léon Gérôme.
La foire de la Sainte-Catherine se déroule partiellement dans les rues du quartier.

## Patrimoine architectural
Le quartier compte un nombre important de monuments historiques ainsi que d'autres bâtiments monumentaux. De très nombreux édifices du quartier ont été construits avec de la pierre calcaire franc-comtoise, de couleur bleu et beige[réf. nécessaire].

### Patrimoine civil

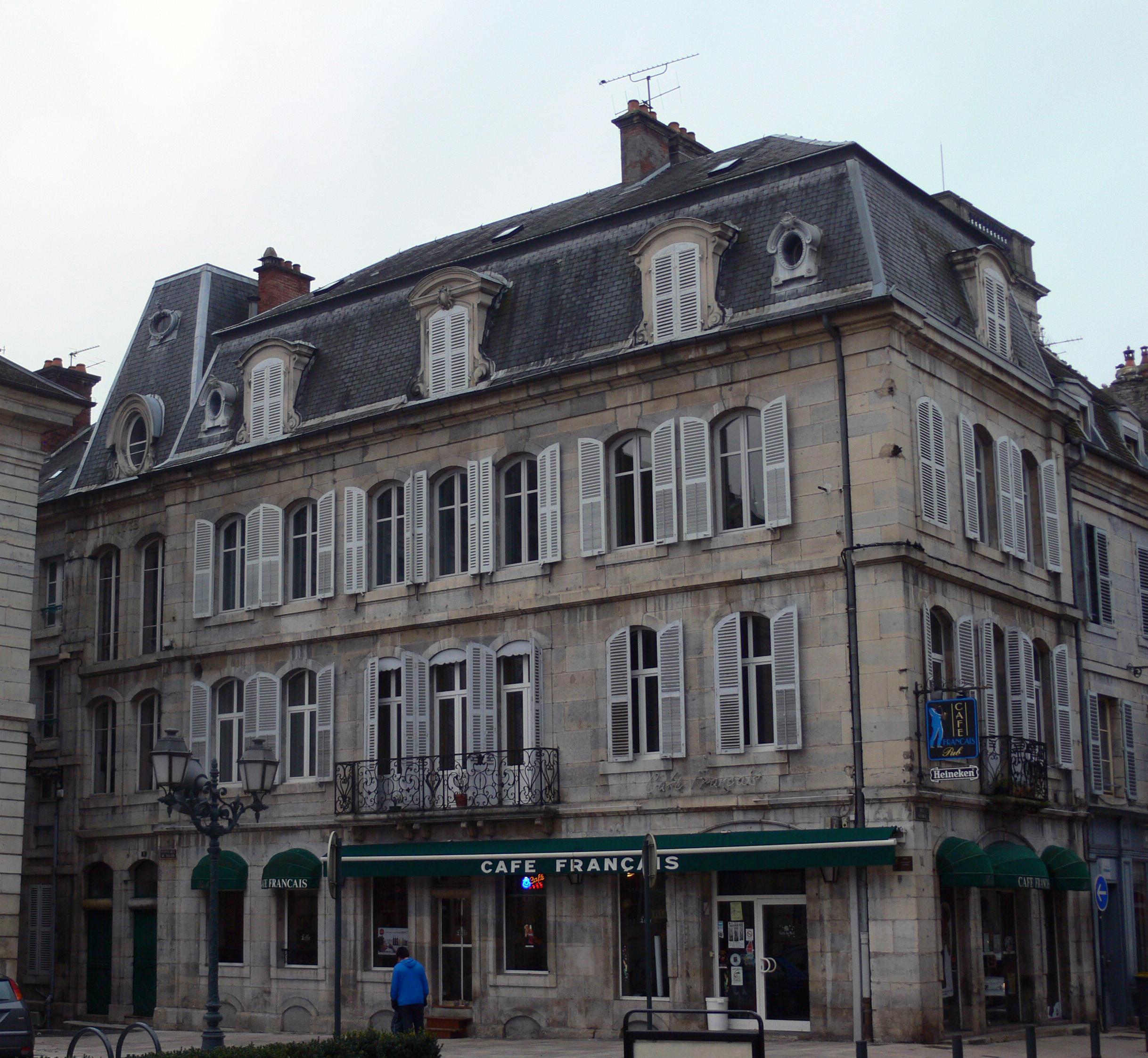
L'Hôtel Pétremand

- Hôtel Baressols[7]
- Hôtel Lyautey de Genevreuille[8]
- Hôtel de Mongenet[9]
- Hôtel Pétremand[10]
- Hôtel Thomassin[11]
- Maison Ébaudy de Rochetaillé[12]
- Hôtel de Magnoncourt
- Hôtel Simon Renard[13]
- Hôtel Raillard de Granvelle
- Hôtel de Salives
- Maison Cariage
- Maison Barberousse
- Maison Parat

### Patrimoine religieux

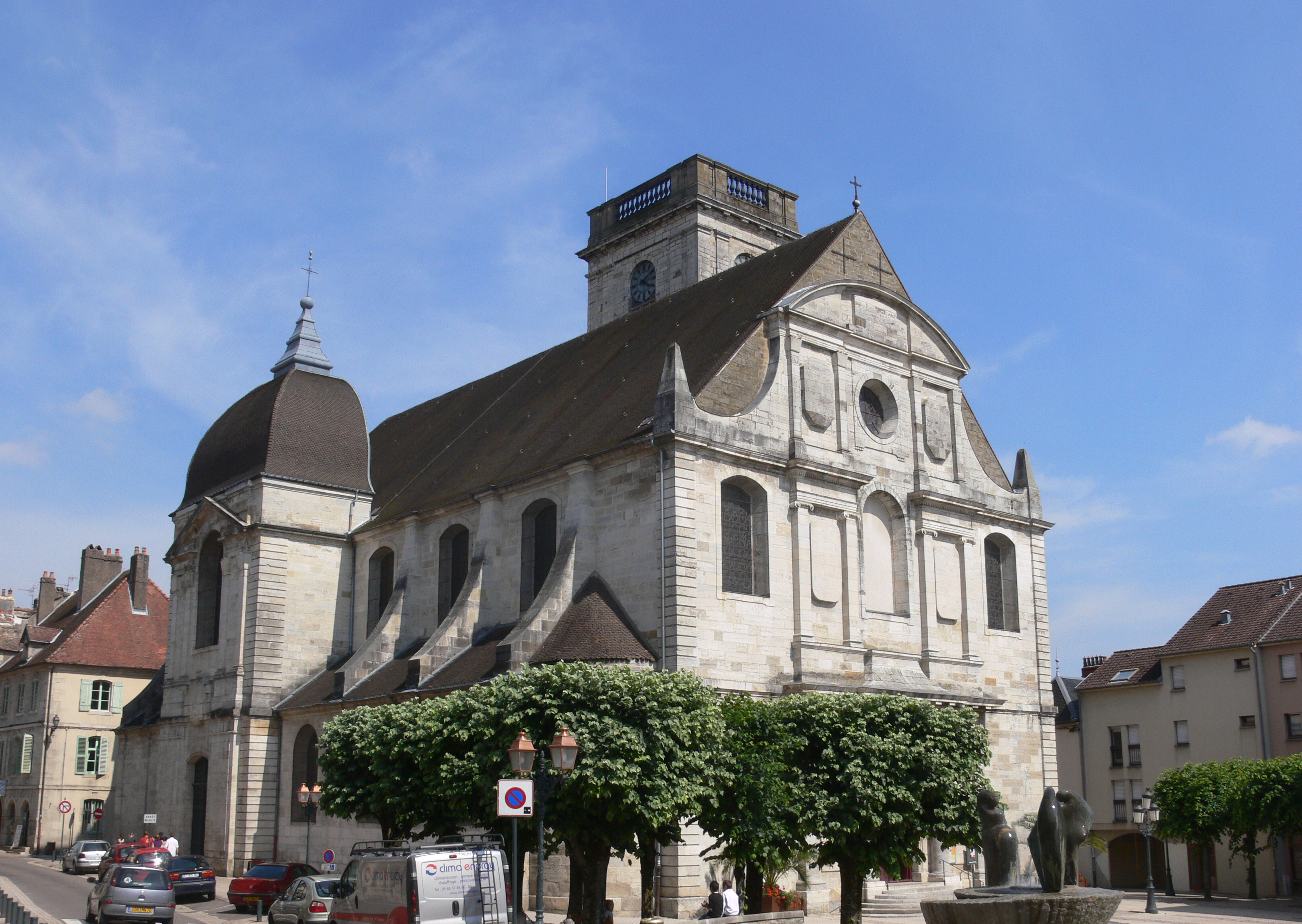
L'Église Saint-Georges de Vesoul

- Église Saint-Georges de Vesoul[14]
- Couvent des Ursulines de Vesoul[15]
- Couvent des Annonciades de Vesoul
- Temple protestant de Vesoul

### Autres édifices notables
- Palais de justice de Vesoul[16]
- Collège de Marteroy

### Voiries
Globalement tracé en plan hippodamien, le Vieux-Vesoul est constitué de rues étroites et d'habitations denses. Plusieurs rues notables 
comporte de nombreux monuments remarquables comme la rue d'Alsace-Lorraine, rue Salengro, la rue du Chatelet, la Rue Georges-Genoux, la rue Gevrey, la rue de Mailly, la rue Baron Bouvier, la place du Palais, place de l'Église...

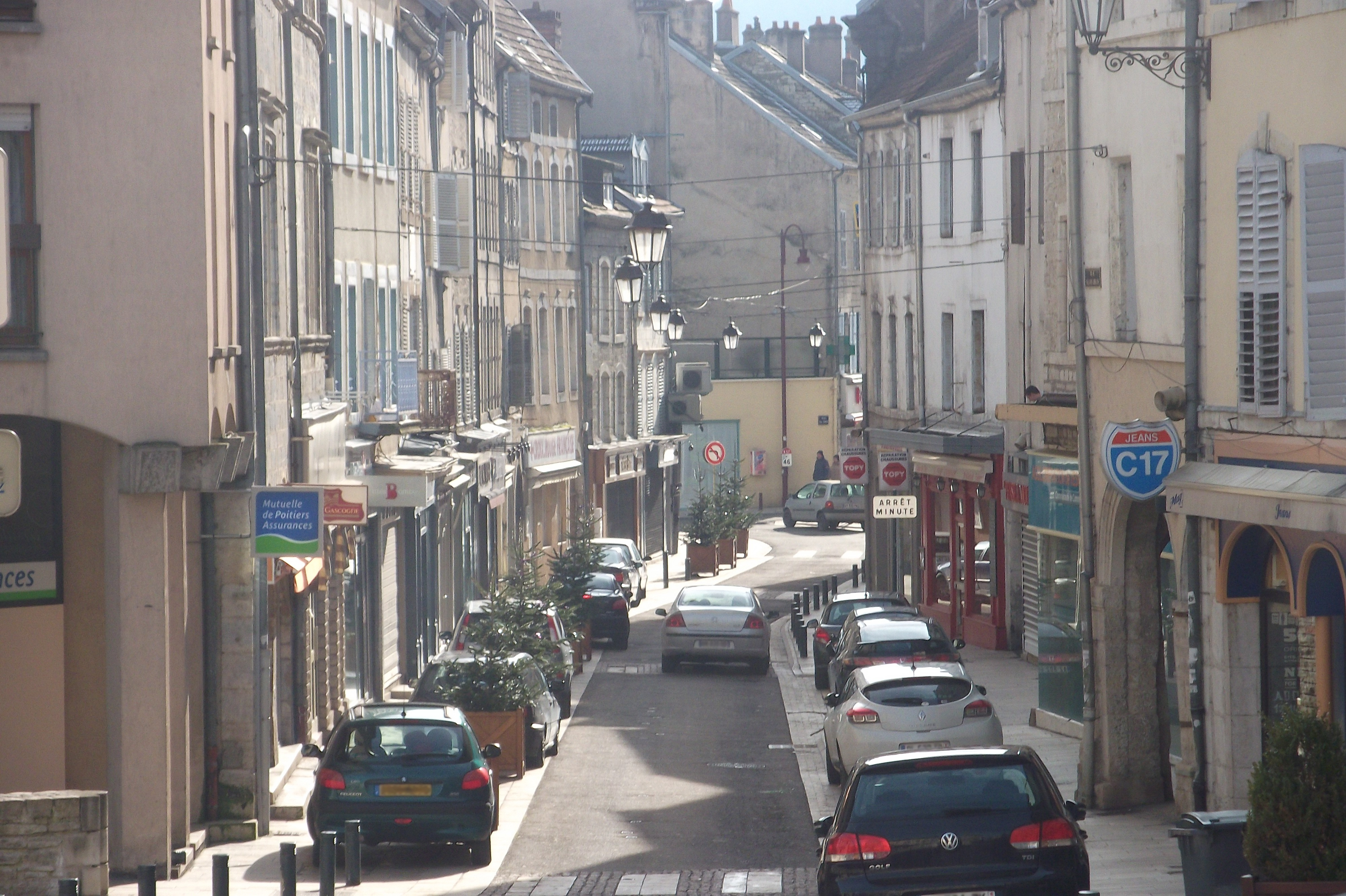
Rue d'Alsace-Lorraine
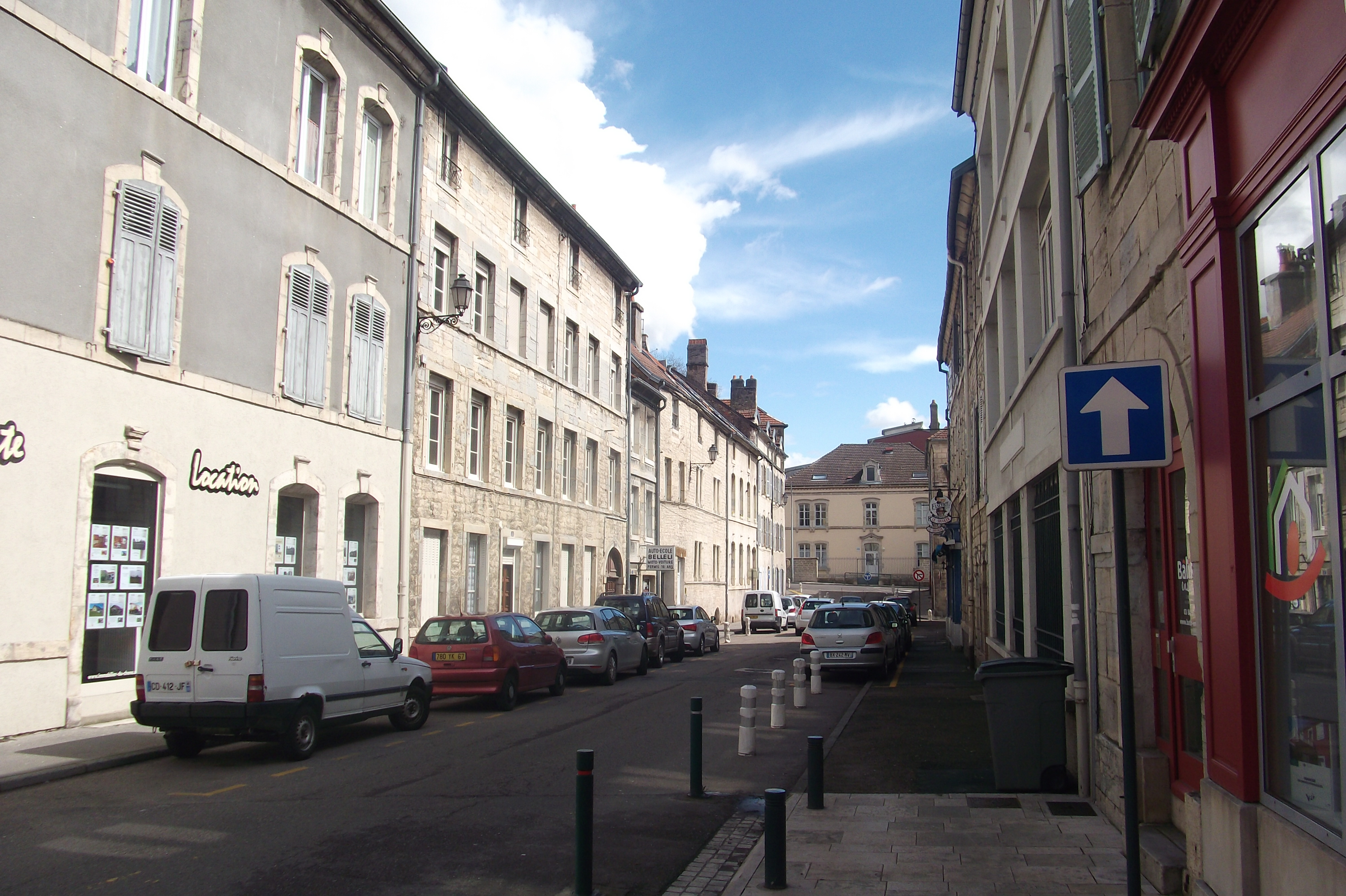
Rue du Palais
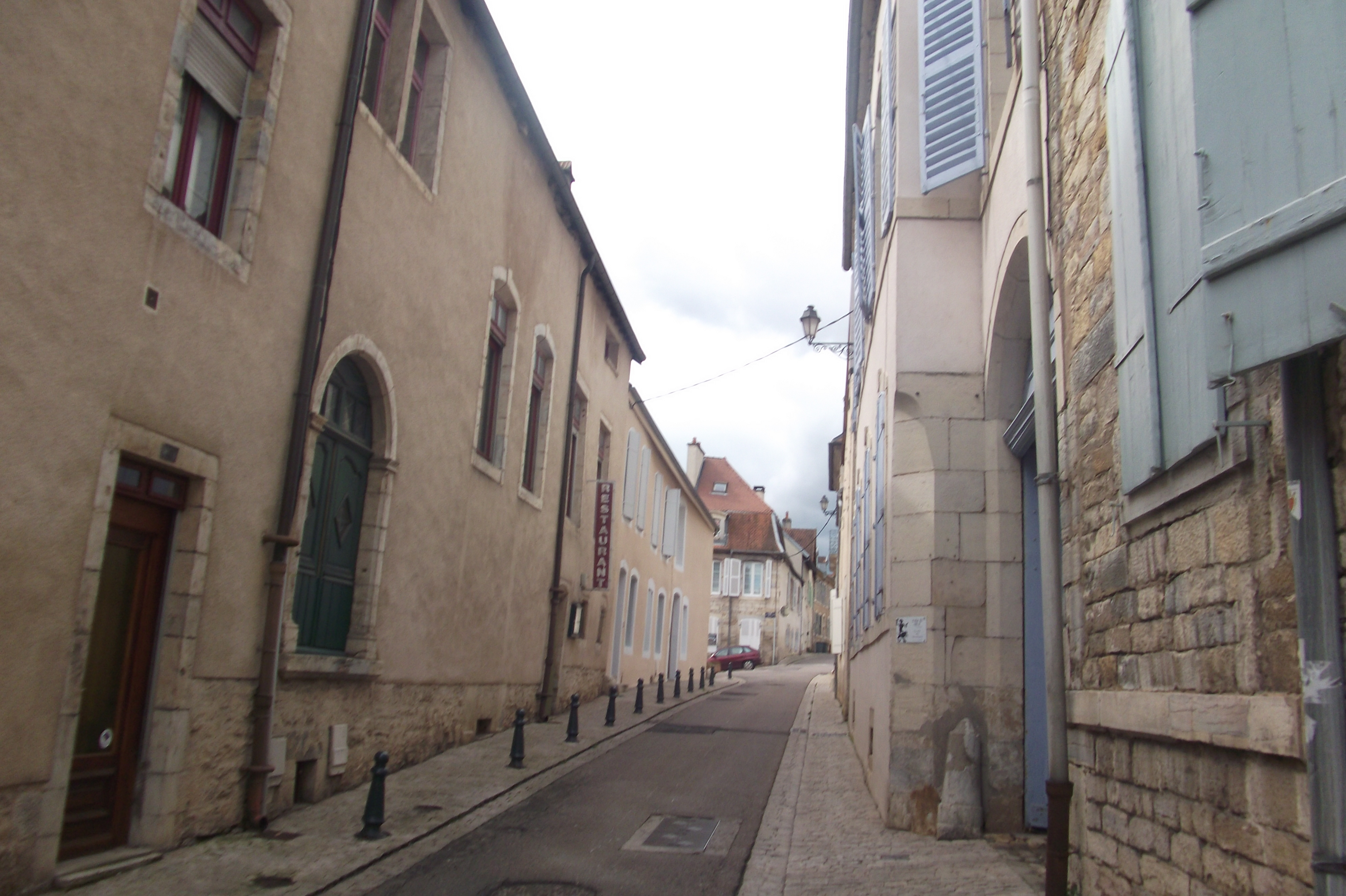
Rue de Mailly
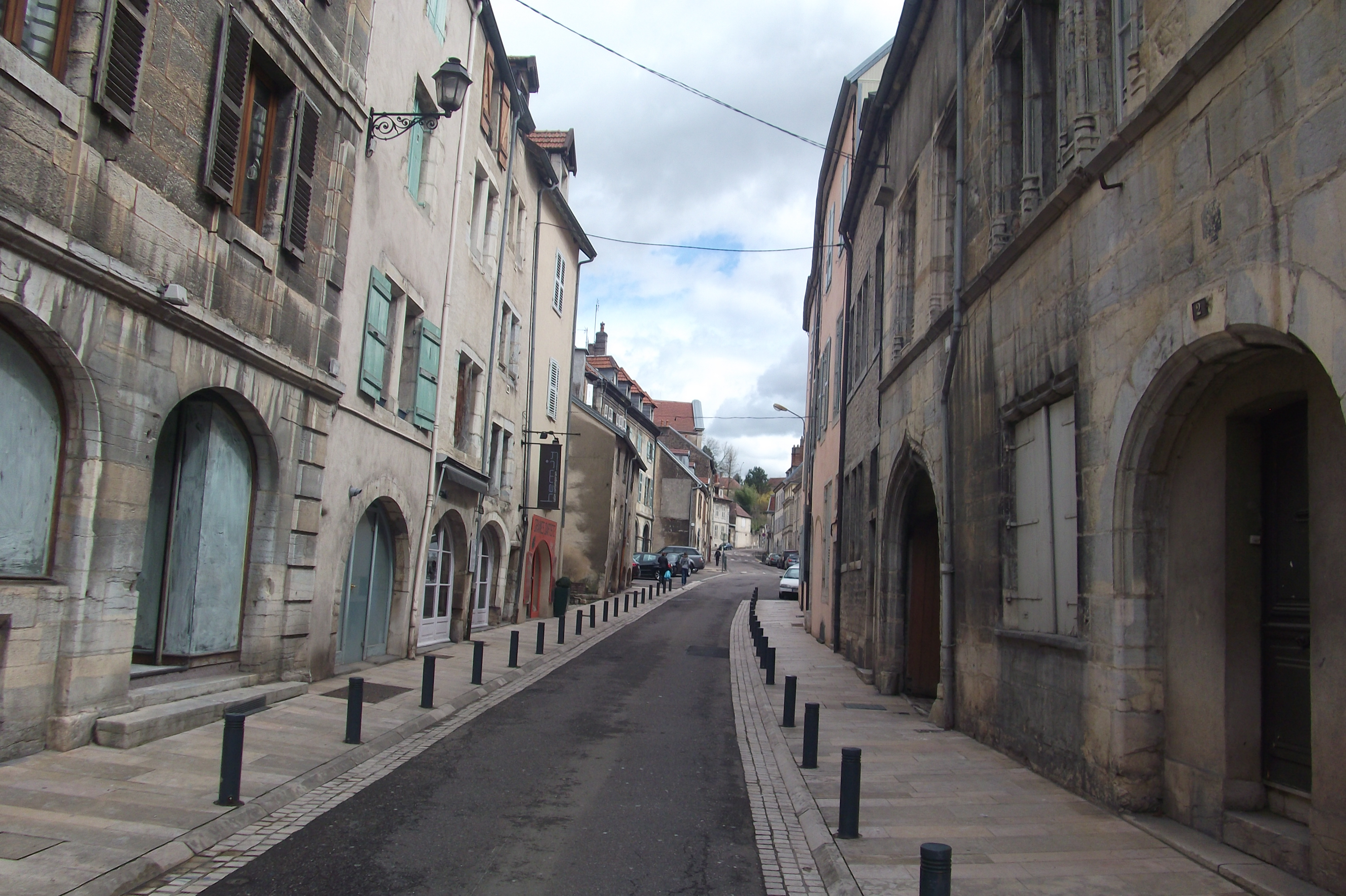
Rue Baron Bouvier

## Personnalités liées au quartier

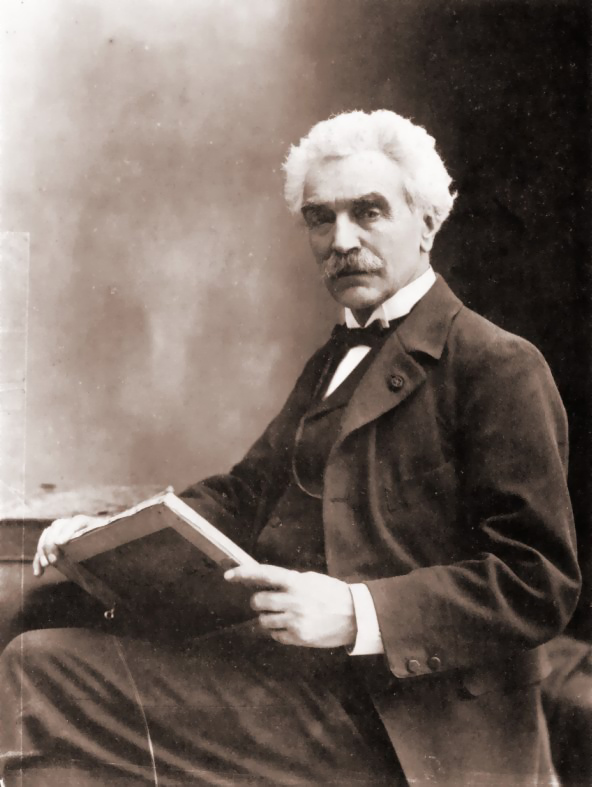
Jean-Léon Gérôme

La plupart des personnalités nés à Vesoul avant le XXe siècle ont vu le jour dans le centre ancien, parmi elles, le peintre et sculpteur Jean-Léon Gérôme, le résistant Raymond Aubrac, le diplomate Pierre-Joseph de Beauchamp...
La cité historique a également vu mourir plusieurs personnalités telles que Victor Jeanneney, Xaver Hecht...

## Le Vieux-Vesoul dans les arts
Le centre historique de Vesoul a été representé de nombreuses fois dans le domaine artistique, notamment à travers des tableaux et toiles.

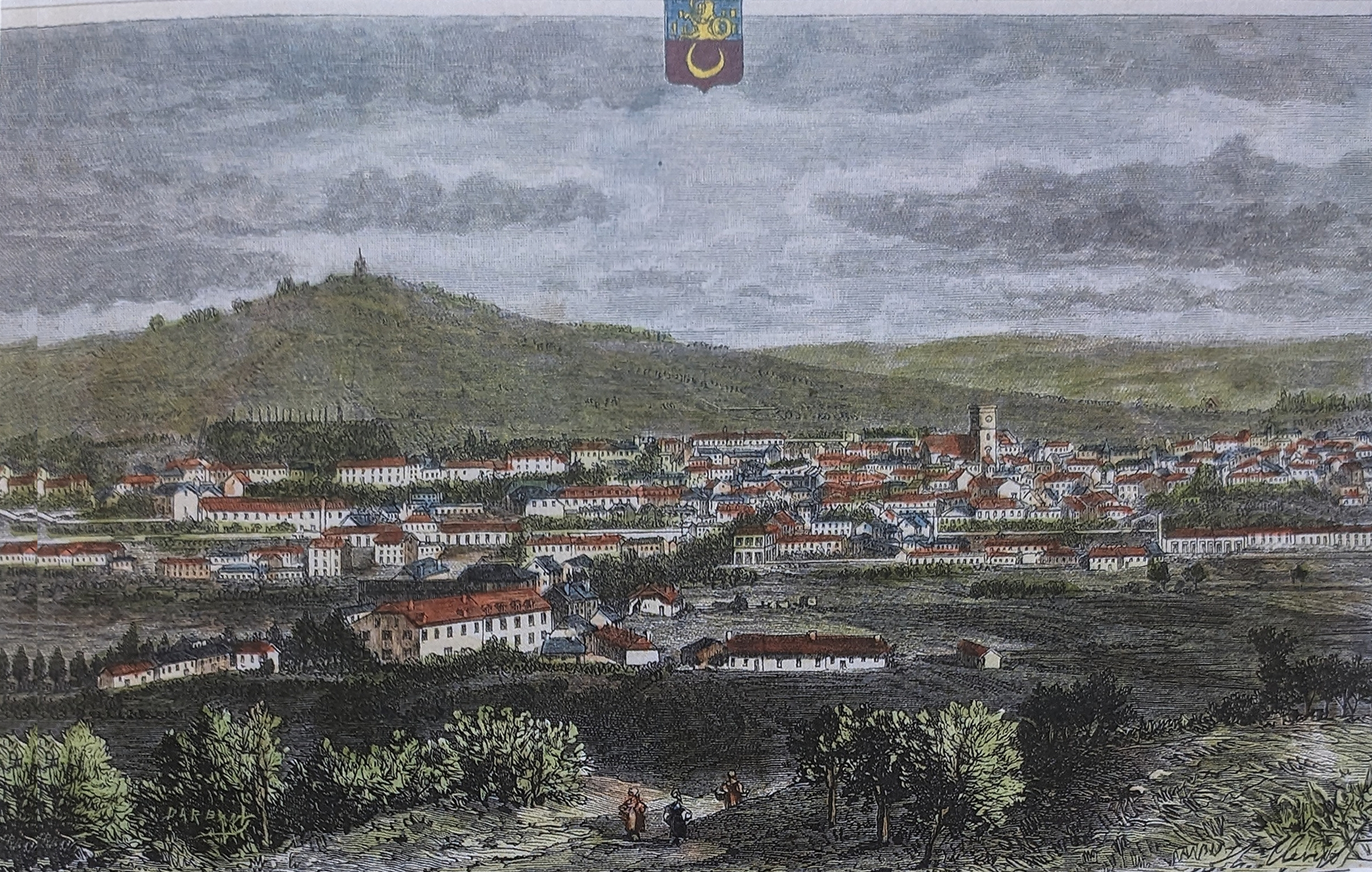
Gravure de Parent
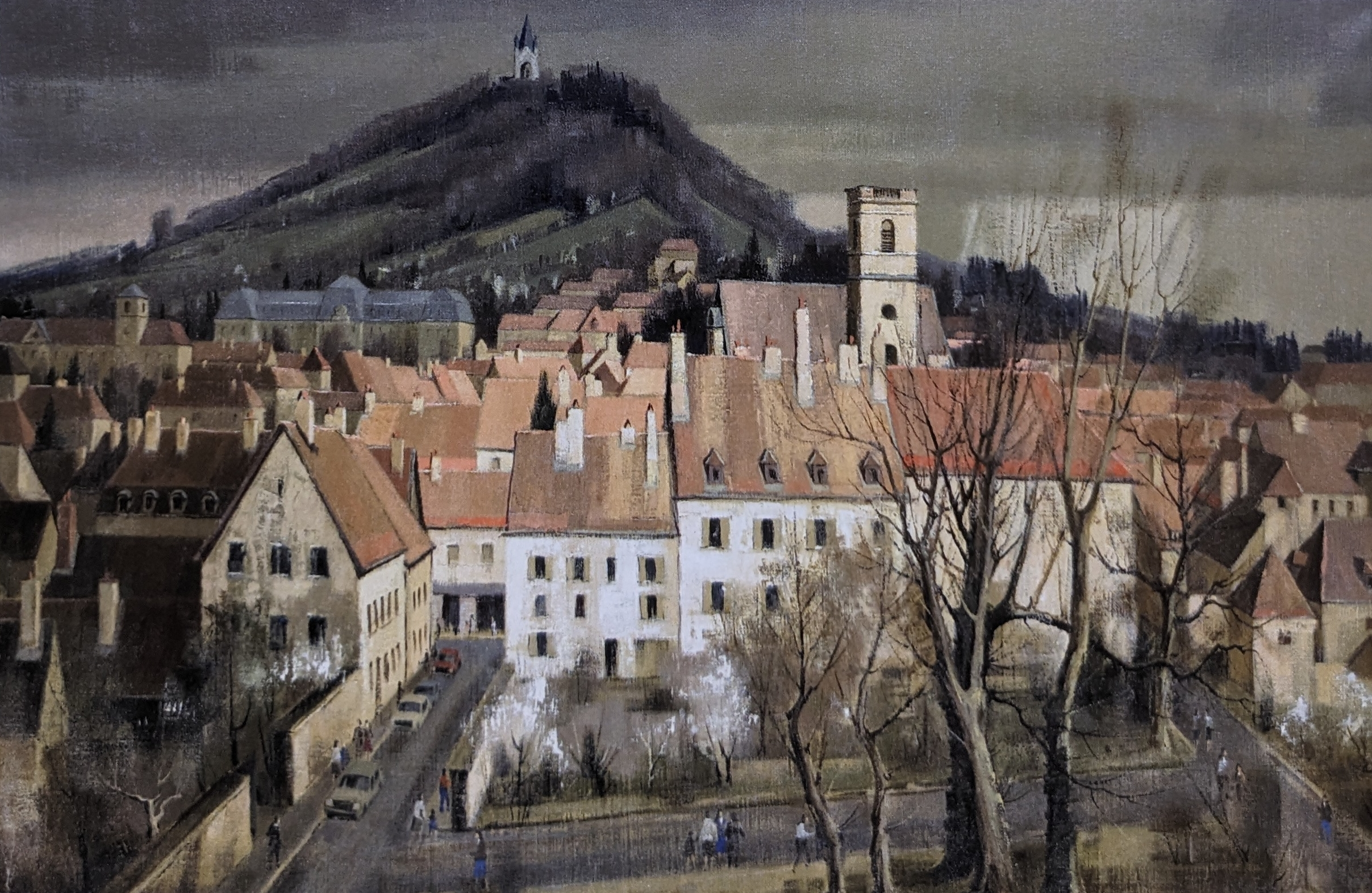
Tableau de René Nuffer